# Huzová
Obec Huzová (1869 Německá Husová, 1880–1910 Německá Huzová, 1921–1951 Německá Húzová; německy Deutsch Hause) se nachází v okrese Olomouc v Olomouckém kraji. Leží v Nízkém Jeseníku, asi 9 km severně od Šternberka u silnice do Rýmařova a protéká jí říčka Sitka. Žije zde 574 obyvatel.

## Části obce
- Huzová (k. ú. Huzová)
- Arnoltice (k. ú. Arnoltice u Huzové)
- Veveří (k. ú. Veveří u Huzové)

## Název
Původní podoba jména vsi byla Huzova, což bylo přivlastňovací přídavné jméno od osobního jména Huz (starší podoba Guz vychází z praslovanského gǫzъ označujícího kulaté a vystouplé části těla, například hýždě, bouli, hrb). Význam místního jména tedy byl „Huzova ves“. Tvar Huzová poprvé doložen z konce 16. století. Při přejetí jména do němčiny došlo ke ztotožnění s obecným hûs (novoněmecky Haus – „dům“). Přívlastek Německá (Deutsch) byl připojován od 16. století na rozlišení od Moravské Huzové.

## Historie
První písemná zmínka o obci pochází přibližně z let 1136–1141, kdy je zmíněna v nedatované zakládací listině olomoucké kapituly olomouckého biskupa Jindřicha Zdíka (Guzoue – může se ale jednat o Moravskou Huzovou u Šternberka). Jako centrum kolonizace zdejšího kraje by tak zároveň byla nejstarší zmíněnou osadou na Rýmařovsku. První bezpečná zmínka se nachází v seznamu lenních statků olomouckého biskupství (cca 1317), kde je Husowia uvedena jako město s 11 lány a mlýnem o jednom složení, které drželi leníci bratři Vok, Markvart a Pavel - pozdější páni ze Sovince. Huzová se stala ve 13. století biskupským statkem, počátkem 14. století lenním statkem olomouckého biskupství (nejčastěji drženým pány ze Sovince), a to až do roku 1606, kdy kardinál Dietrichstein tento lenní statek prodal městu Olomouci. Huzová pak Olomouc zásobovala především stavebním i palivovým dřívím, významné bylo i pěstování lnu a tkalcovství. Roku 1643 byla Huzová vypleněna švédskými vojsky, v letech 1651 a 1787 vyhořela.
V roce 1836 se v Huzové narodil kovolitec Josef Röhlich. V 26 letech získal zaměstnání ve vídeňském ateliéru Antona Fernkorna. Kromě administrativní činnosti zde působil jako technický manažer při odlévání bronzového jezdeckého pomníku Evžena Savojského, který stojí na náměstí Hrdinů ve Vídni, při odlévání pomníku básníka Friedricha Schillera, který stojí před vídeňskou Akademií výtvarných umění a u řady dalších děl.
Drtivá většina obyvatel byla německé národnosti. V roce 1938 byla obec v rámci Sudet připojena k nacistickému Německu. Po druhé světové válce bylo původní obyvatelstvo vysídleno a Huzová byla dosídlena Čechy z vnitrozemí, přesídlena sem byla ale i chorvatská menšina z jižní Moravy. V poválečném období také zanikla značná část zdejších domů.
Od roku 1850 byla Huzová jako samostatná obec součástí politického i soudního okresu Šternberk, v roce 1949 součást okresu Rýmařov, od roku 1960 okresu Bruntál a od roku 1. ledna 2005 je součástí okresu Olomouc. Dosavadní samostatná obec Arnoltice byla připojena roku 1961, podobně Veveří v roce 1971.
| Rok      | 1869 | 1880 | 1890 | 1900 | 1910 | 1921 | 1930 |      |
| -------- | ---- | ---- | ---- | ---- | ---- | ---- | ---- | ---- |
| Obyvatel | 1843 | 1911 | 1866 | 1732 | 1612 | 1470 | 1366 |      |
| Domů     | 253  | 256  | 255  | 258  | 254  | 256  | 284  |      |
| Rok      | 1950 | 1961 | 1970 | 1980 | 1991 | 2001 | 2011 | 2021 |
| Obyvatel | 428  | 551  | 729  | 639  | 637  | 654  | 580  | 537  |
| Domů     | 258  | 141  | 113  | 94   | 89   | 157  | 164  | 171  |

1. ↑  Údaje podle aktuálního vymezení obce (1961 připojeny Arnoltice, 1971 Veveří).
2. ↑  Z toho 1338 osob národnosti německé, 22 československé a 6 ostatních.[14]

## Památky
- kostel svatého Jiljí
- hrádek Huzová (1,6 km jižně od obce)
- socha Immaculaty z roku 1710
- mariánský sloup

## Galerie

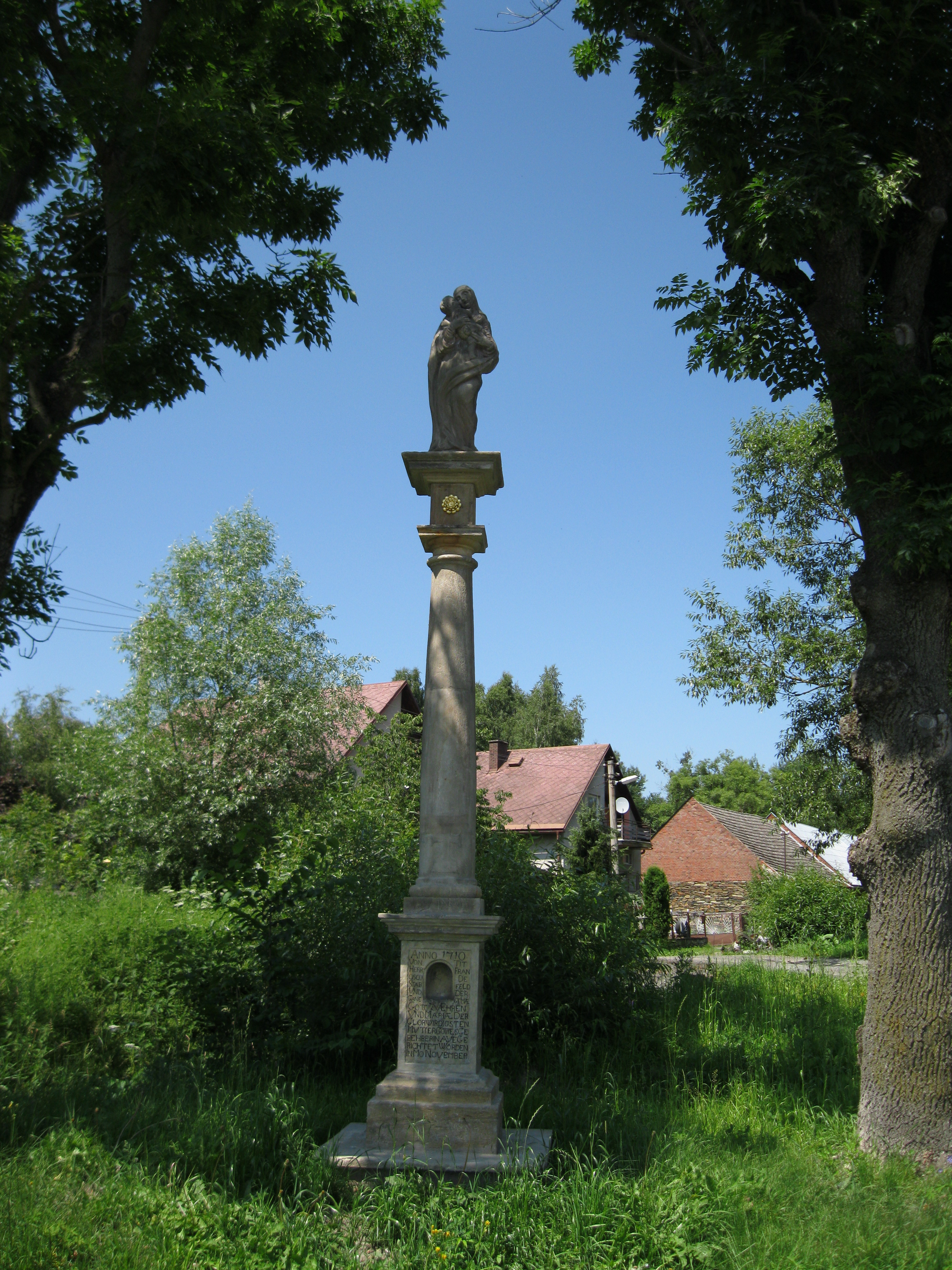
Sloup se sochou Panny Marie
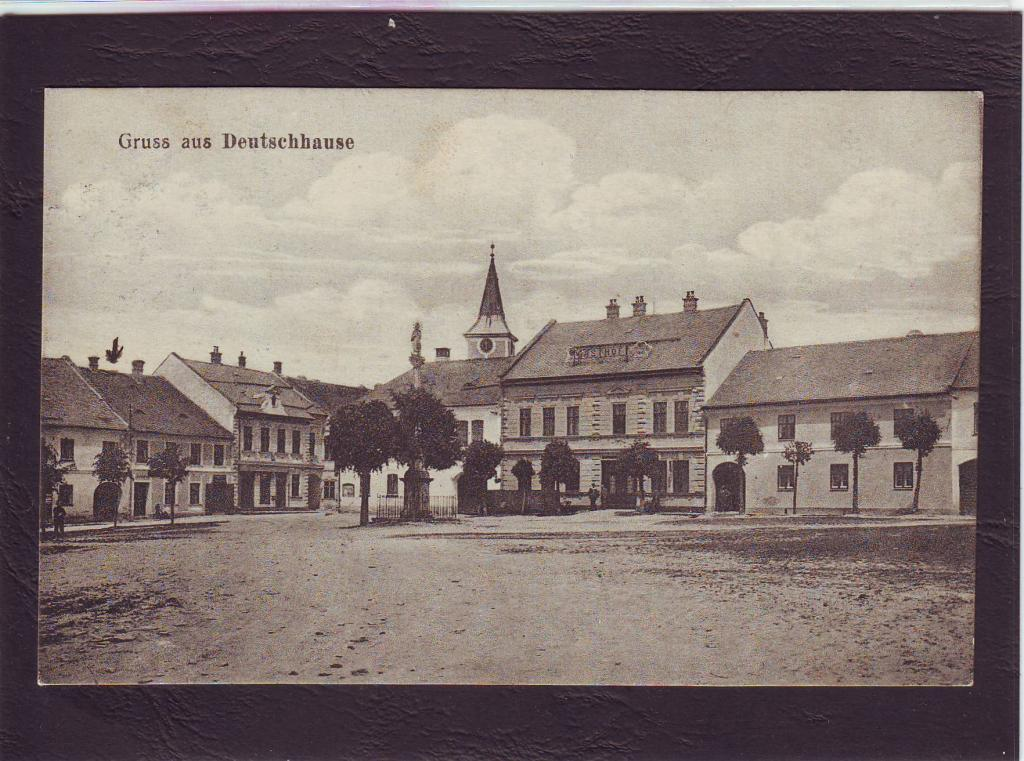
Stará pohlednice
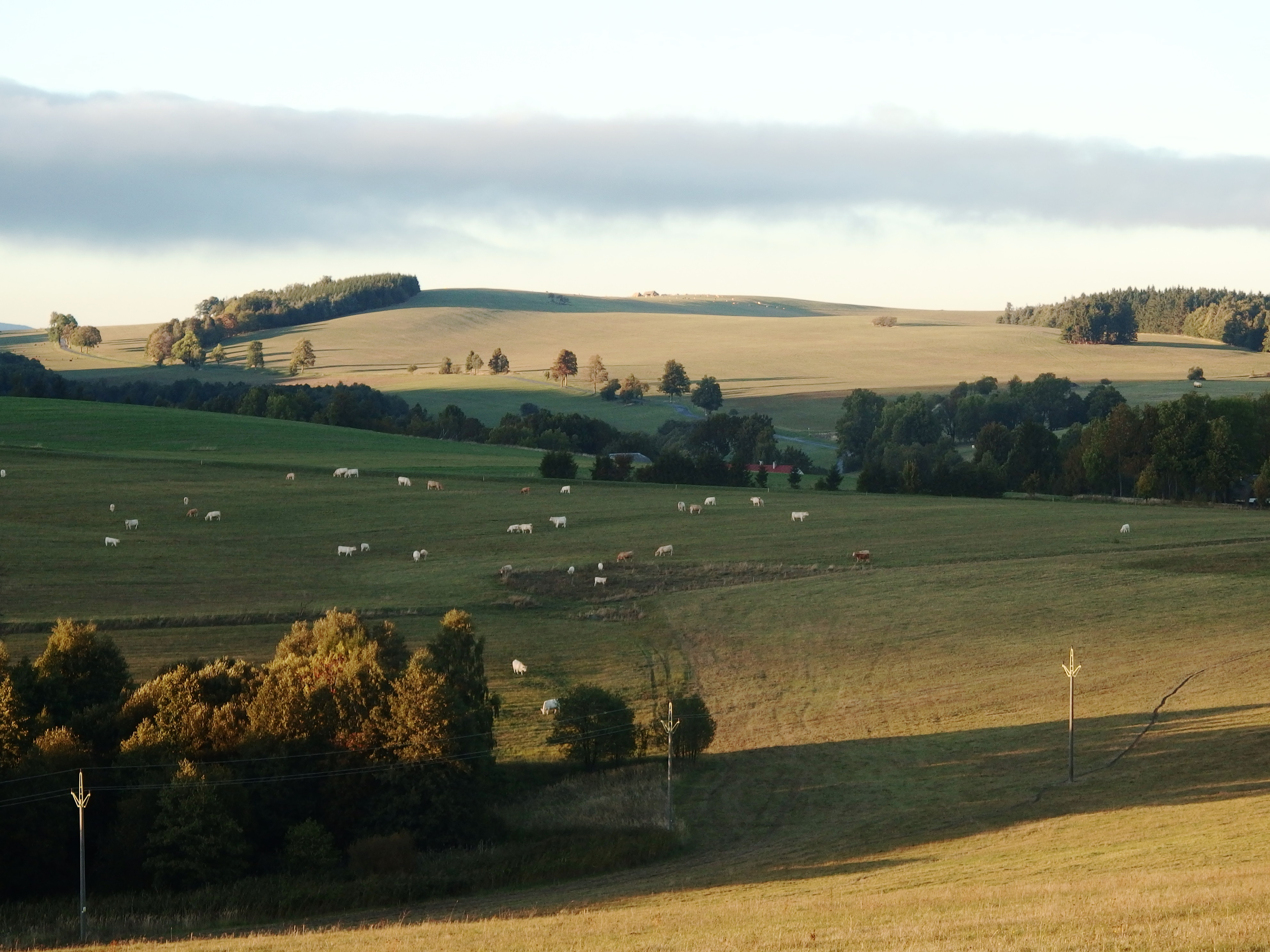
Krajina
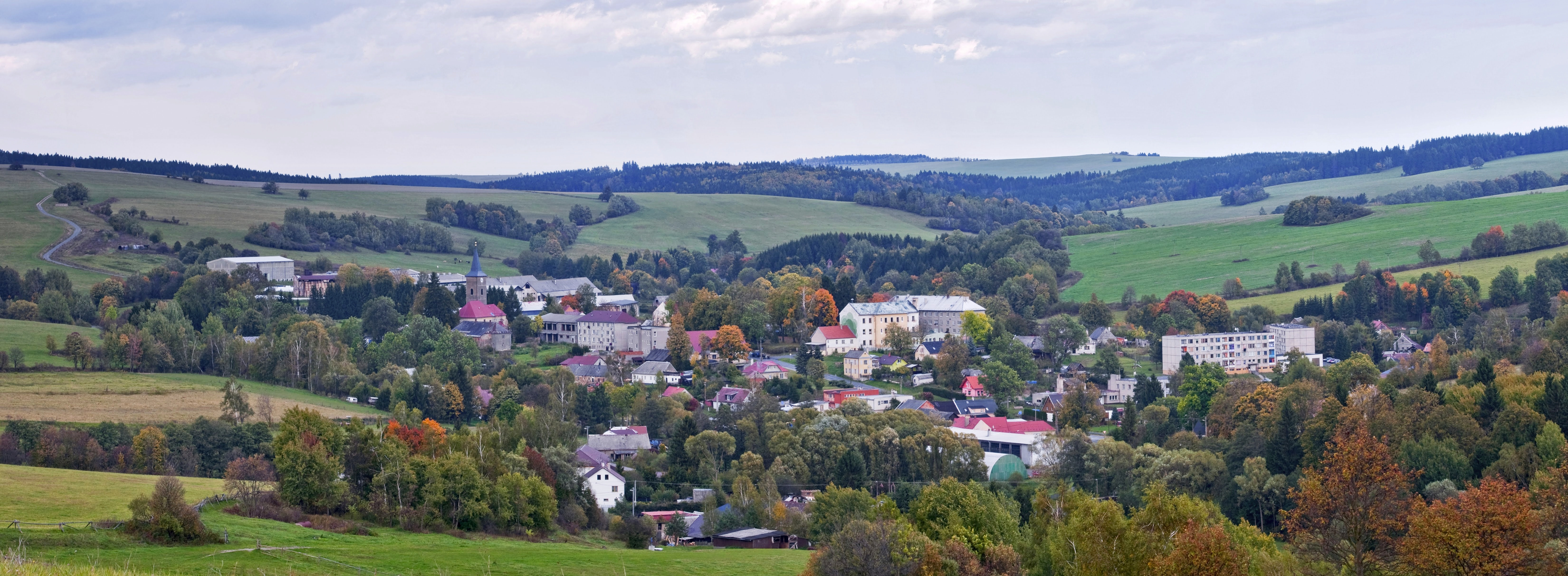
Panoramatický pohled na Huzovou, rok 2012